# Grand Prix Cycliste de Québec
Grand Prix Cycliste de Québec er et professionelt endagsløb i landevejscykling som bliver afholdt i Québec City, Quebec, Canada. Den første udgave bliver arrangeret 10. september 2010 og er det eneste World Tour-endagsløb i Nordamerika sammen med Grand Prix Cycliste de Montréal som arrangeres to dage senere.

## Vindere
| År   | Vinder           | Toer                 | Treer                |        |
| ---- | ---------------- | -------------------- | -------------------- | ------ |
| 2010 | Thomas Voeckler  | Edvald Boasson Hagen | Robert Gesink        |        |
| 2011 | Philippe Gilbert | Robert Gesink        | Rigoberto Urán       |        |
| 2012 | Simon Gerrans    | Greg Van Avermaet    | Rui Costa            |        |
| 2013 | Robert Gesink    | Arthur Vichot        | Greg Van Avermaet    |        |
| 2014 | Simon Gerrans    | Tom Dumoulin         | Ramūnas Navardauskas |        |
| 2015 | Rigoberto Urán   | Michael Matthews     | Alexander Kristoff   |        |
| 2016 | Peter Sagan      | Greg Van Avermaet    | Anthony Roux         |        |
| 2017 | Peter Sagan      | Greg Van Avermaet    | Michael Matthews     |        |
| 2018 | Michael Matthews | Greg Van Avermaet    | Jasper Stuyven       |        |
| 2019 | Michael Matthews | Peter Sagan          | Greg Van Avermaet    |        |
| 2020 | aflyst           | aflyst               | aflyst               | aflyst |
| 2021 | aflyst           | aflyst               | aflyst               | aflyst |
| 2022 | Benoît Cosnefroy | Michael Matthews     | Biniam Girmay        |        |
| 2023 | Arnaud De Lie    | Corbin Strong        | Michael Matthews     |        |
| 2024 | Michael Matthews | Biniam Girmay        | Rudy Molard          |        |